# Лака индустрија
Лака (прерађивачка) индустрија је део индустрије који се бави производњом и прерадом средстава за широку потрошњу. Захтева мање улагања капитала и мање је везана за сировинско-енергетску базу. Смештена је у скоро сваком градском насељу. Предмети рада за већину производње у лакој индустрији су пољопривредне сировине, биљног и животињског порекла, а неке прерађују синтетичке, вештачке и минералне сировине.
Лака индустрија, изузев хемијске, не захтева стручан кадар. У Србији је у периоду инфлације, лака индустрија великим делом пропала, многи погони су престали са радом, а неки су приватизовани.

## Подела
Лака индустрија се дели на неколико грана:
- Прехрамбена индустрија
- Текстилна индустрија
- Дуванска индустрија
- Индустрија коже и обуће
- Лака хемијска индустрија
- Индустрија целулозе и папира
- Гумарска индустрија

Наведене гране се даље деле на појединачне и ужестручне секторе.